# Virtus Pallacanestro Bologna 1999-2000

## Roster
| Kinder Bologna 1999/2000 | Kinder Bologna 1999/2000 |
| Giocatori                | Staff tecnico            |
| ------------------------ | ------------------------ |

| N. | Naz.                                        | Ruolo | Nome                | Anno | Alt.   | Peso |  |
| -- | ------------------------------------------- | ----- | ------------------- | ---- | ------ | ---- |  |
| 5  | Jugoslavia (bandiera)                       | A     | Predrag Danilović   | 1970 | 201 cm |      |  |
| 6  | Italia (bandiera)                           | P     | Davide Bonora       | 1973 | 188 cm |      |  |
| 7  | Italia (bandiera)                           | G     | Alessandro Abbio    | 1971 | 193 cm |      |  |
| 8  | Grecia (bandiera)                           | A     | Nikos Oikonomou     | 1973 | 206 cm |      |  |
| 9  | Lituania (bandiera)                         | A     | Saulius Štombergas  | 1973 | 202 cm |      |  |
| 9  | Stati Uniti (bandiera)                      | PG    | Darnell Mee         | 1971 | 198 cm |      |  |
| 10 | Italia (bandiera)                           | G     | Hugo Sconochini     | 1971 | 194 cm |      |  |
| 11 | Italia (bandiera)                           | C     | Augusto Binelli (c) | 1964 | 211 cm |      |  |
| 12 | Italia (bandiera)                           | AC    | Alessandro Frosini  | 1972 | 209 cm |      |  |
| 14 | Australia (bandiera) · Danimarca (bandiera) | AC    | David Andersen      | 1980 | 213 cm |      |  |
| 13 | Danimarca (bandiera)                        | C     | Michael Andersen    | 1974 | 210 cm |      |  |
| 14 | Francia (bandiera)                          | P     | Antoine Rigaudeau   | 1971 | 201 cm |      |  |
| 15 | Italia (bandiera)                           | P     | Fabio Ruini         | 1980 | 192 cm |      |  |
|    | Italia (bandiera)                           | C     | Paolo Barlera       | 1982 | 216 cm |      |  |
|    | Italia (bandiera)                           | GA    | Luca Ansaloni       | 1967 | 196 cm |      |  |

| Allenatore                                       |
| Ettore Messina                                   |
| Assistente/i                                     |
| Giordano Consolini Legenda - (C) Capitano Roster |

| Giocatori acquisiti a stagione in corso | Giocatori acquisiti a stagione in corso | Giocatori acquisiti a stagione in corso |
| Giocatore                               | il                                      | Da                                      |
| --------------------------------------- | --------------------------------------- | --------------------------------------- |
| Darnell Mee                             | 7 aprile                                | Adelaide 36ers                          |

| Giocatori ceduti a stagione in corso | Giocatori ceduti a stagione in corso | Giocatori ceduti a stagione in corso |
| Giocatore                            | il                                   | A                                    |
| ------------------------------------ | ------------------------------------ | ------------------------------------ |
| Saulius Štombergas                   | 7 aprile                             |                                      |

## Risultati
- Serie A1:
  - stagione regolare:  2ª classificata su 16 squadre (21-9);
  - playoff: semifinalista (3-5)
- Coppa Italia: finalista (2-1)
- Coppa Saporta: finalista (15-4)
- Supercoppa: finalista (0-1)